# Sõmerpalu (stacja kolejowa)
Sõmerpalu – stacja kolejowa w Estonii na linii kolejowej Valga – Pieczory. Obecnie nieczynna (ruch pasażerski na linii nie odbywa się). Wybudowana została w 1889 roku. Znajduje się około 2,5 km na południowy zachód od miasta Sõmerpalu, we wsi Mustassaare.

## Galeria

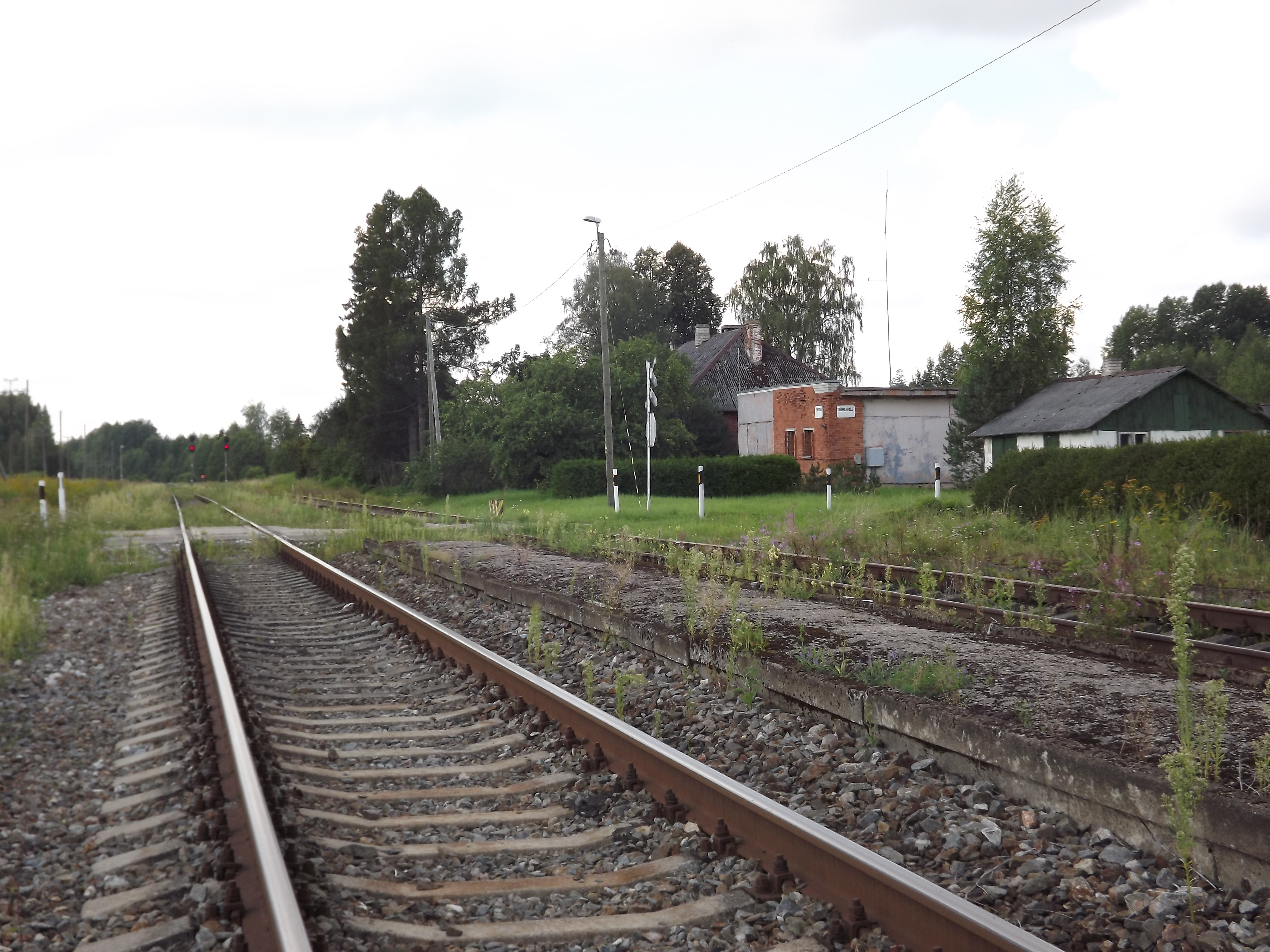
Obecny wygląd stacji
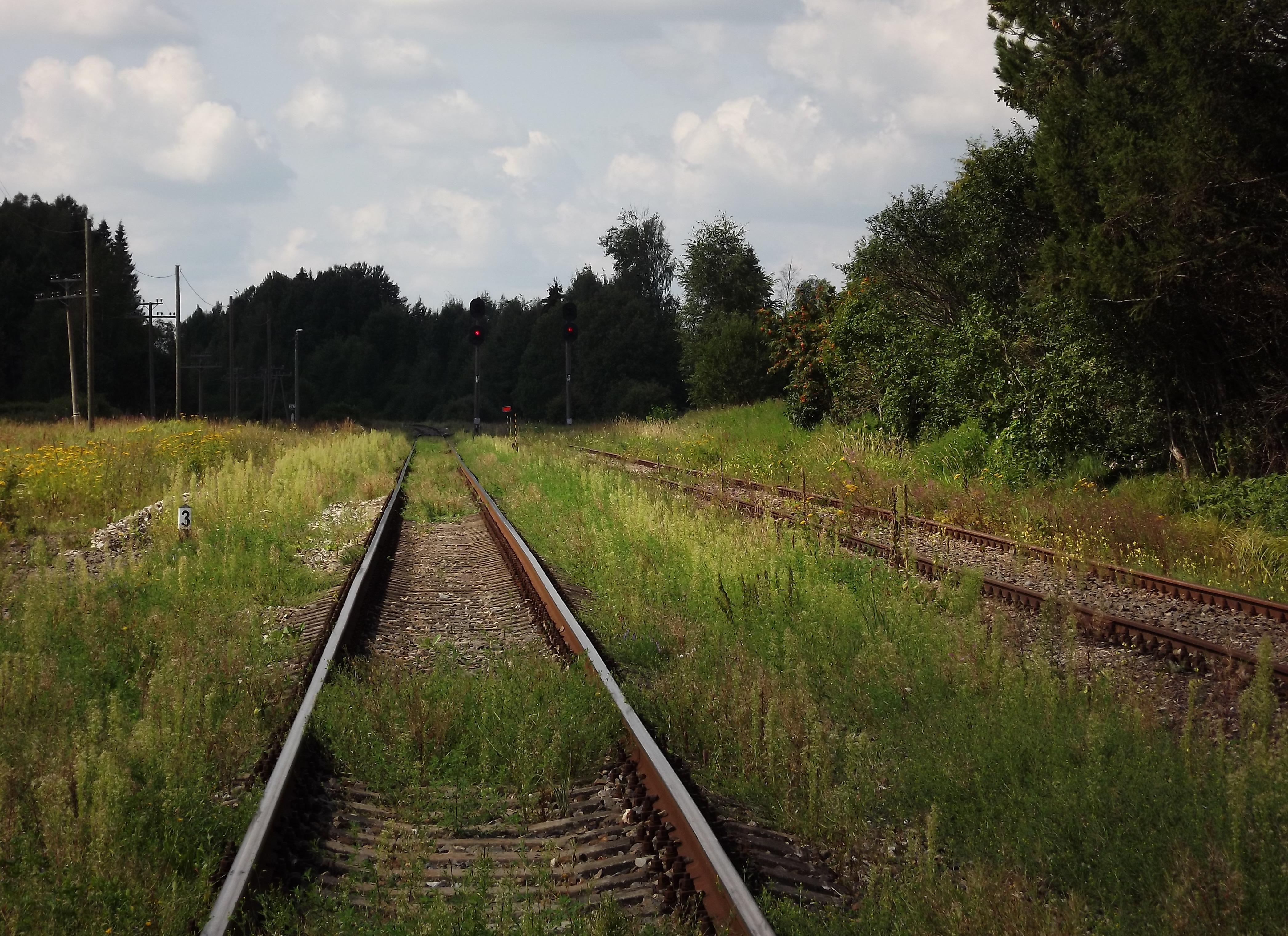
Linia kolejowa w kierunku Valgi
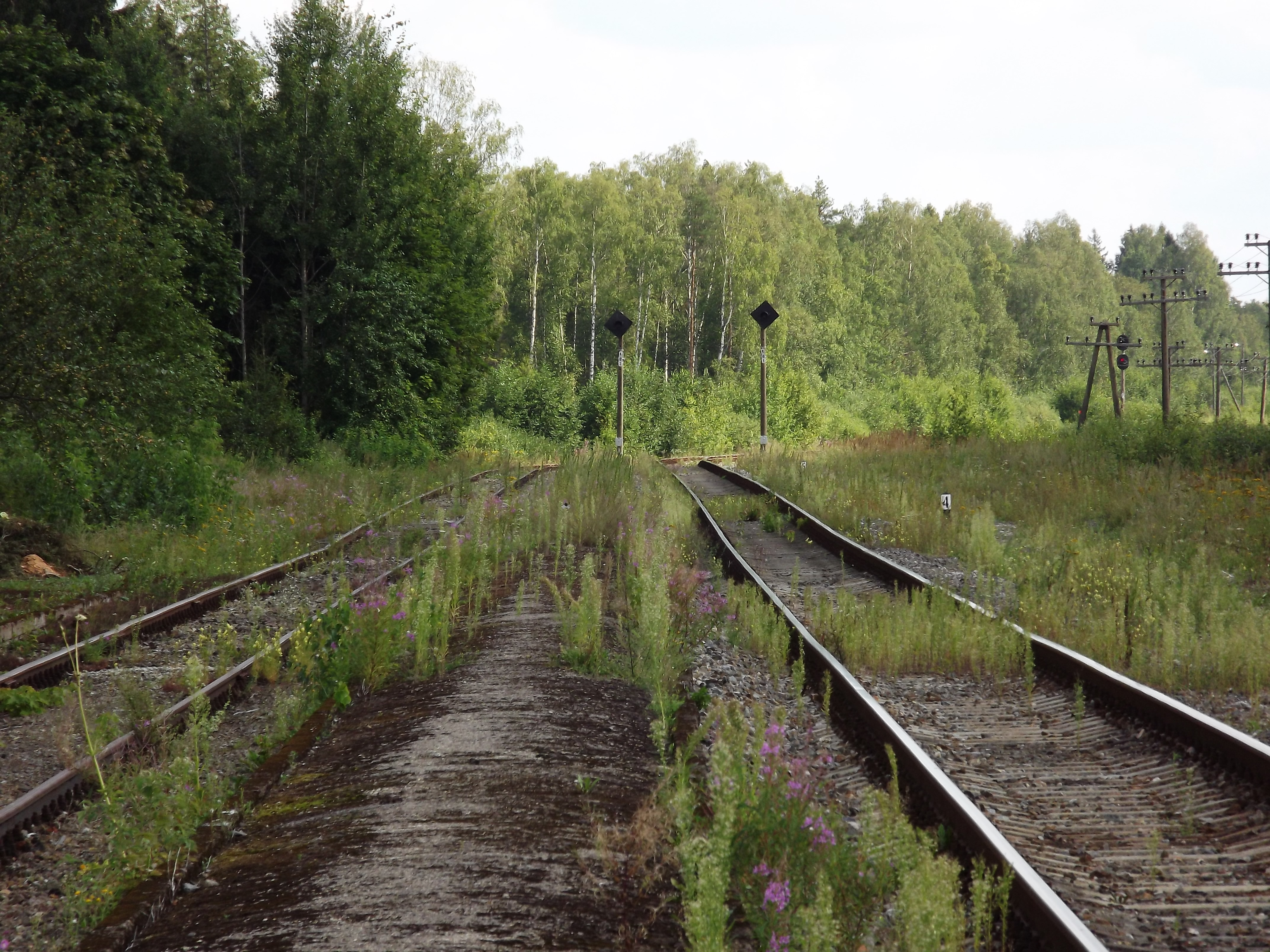
Linia kolejowa w kierunku Võru